# Messier 63
A Messier 63 (más néven M63, NGC 5055 vagy Napraforgó-galaxis) egy spirálgalaxis a Canes Venatici (Vadászebek) csillagképben.

## Felfedezése
Az M63 spirálgalaxist Pierre Méchain fedezte fel 1779. június 14-én. Charles Messier francia csillagász ugyanezen a napon katalogizálta a galaxist.

## Tudományos adatok
Az M63 az M51 és más, kisebb galaxisok által alkotott M51 csoport tagja.
A galaxisban 1971-ben egy Ia típusú szupernóvát azonosítottak (SN 1971I).

## Galéria
- A galaxis középpontja
- A GALEX által készített felvétel ultraibolya fényben. Az UV-sugárzást főként fiatal, születő csillagok bocsátják ki, így a legfényesebb régiókban, amik a képen láthatók, éppen csillagok születnek
- A Spitzer űrtávcső által készített infravörös kép a galaxisról. Az infravörös fény kimutatja a csillagok közti ködöt, amely látható fényben nem lenne feltűnő